# Tebessa
Tébessa, Tbessa o Tibissa (àrab: تبسة, Tibissa; amazic: Tibest) és una ciutat algeriana, capital de la província o wilaya homònima, a 16 km en línia recta de la frontera d'Algèria amb Tunísia, a les muntanyes de Tébessa, a l'est de l'Aurès, a la regió amaziga chaoui.
S'hi han fet troballes prehistòriques com els dòlmens de Gastel, i gravats a les roques de Saf-Saf, entre d'altres. La llegenda remunta la seva fundació a Hèrcules.

## Història

### Èpoques numida i cartaginesa
Fou possessió cartaginesa des del segle vii i va passar a Roma després de la tercera guerra púnica el 146 aC.

### Època romana
Theveste fou una ciutat de Numídia que passà a control romà després de la tercera Guerra Púnica. Era un nus de comunicacions des de Numídia cap a la província d'Àfrica Proconsular, de fet una de les vies més importants de la regió era l'anomenada a Carthagine Thevestem. Va prosperar lentament i l'any 75 va servir de guarnició a la III Legio Augusta durant el govern de Vespasià; això li va donar un impuls decisiu a la seva prosperitat, i va ser erigida en municipi; va ser llavors la segona ciutat de l'Àfrica després de Cartago i sota Hadrià (117-138) tenia 50.000 habitants. Septimi Sever la va convertir en colònia i va concedir la ciutadania a tots els habitants; la vila aportava a Roma la major part de l'Annona. Es va embellir amb sumptuosos monuments dels que encara queden les ruïnes. Era també una de les seus del districte domanial regio Hipponensis et Thevestina, que centralitzava la gestió de les propietats de l'emperador a Numídia. La ciutat posseïa un amfiteatre, portes monumentals, un tabularium imperial, etc.
El cristianisme hi va aparèixer al segle iii i la ciutat va tenir els seus màrtirs entre els quals sant Maximilià (295) i santa Crispina (305); després hi va haver un brot de maniqueisme; els donatistes hi van celebrar un concili però la secta no va arrelar. Durant el regnat de Teodosi el Gran (379-395), que va fer del cristianisme la religió de la 'estat i va prohibir els altres cultes, es va construir la basílica de Santa Crispina a 2 km al nord de la població, es diu que la més bonica de totes les basíliques cristianes de l'Àfrica.
A la moderna ciutat de Tébessa s'hi conserven algunes ruïnes i especialment les muralles que mostren un perímetre d'una ciutat d'uns 40.000 habitants, l'amfiteatre (per 7.000 espectadors), el temple de Minerva, l'Arc de Caracal·la, termes, cases de luxe, ponts i altres.

### Invasions germàniques
Els vàndals la van governar del 429 al 534, època en què va patir un declivi. Els romans d'Orient la van reprendre el 534 però sota el seu govern la ciutat va quedar limitada a la ciutadella (320 x 280 metres) rodejada d'una muralla amb tres portes. La desertificació va anar avançant (encara segueix avançant avui en dia); els gran eixos comercials del passat es van desplaçar i les oliveres, que foren les que més van contribuir a la seva anterior riquesa, van desaparèixer.

### Àrabs
No se sap quan va caure en mans dels àrabs però fou abans del 703. Després fou part de l'emirat aglàbida, el califat fatimita, l'emirat zírida, el califat almohade i l'emirat hàfsida. Degut a la pèrdua de la seva importància estratègica la seva història fou poc accidentada. Els fatimites la van ocupar sense lluita el 907 i la van fer servir de base per ocupar Kairuan (909). Sota els fatimites fou capçalera d'una kura; el 944 va caure en mans del nukkarita Abu Yazid, anomenat l'Home de l'Ase, que va demolir part de les muralles; el 990 al-Mukaddasi hi va estar i esmenta l'aigua dels pous i que hi ha fruits abundants; el 1000/1001 va ser atacada per maghrawa, però l'emir zírida Nàssir-ad-Dawla Badis ibn al-Mansur hi va anar amb un exèrcit i la va salvar. Per la descripció d'al-Bakrí que recull de fet les informacions d'al-Warrak (mort el 974) sembla que la ciutat intentava recuperar-se. La invasió hilàlida (1052) va provocar conflictes i destruccions com arreu i va aturar la prosperitat i al-Idrissí el 1165 només l'esmenta com un lloc de pas a sis dies de camí de Bugia. El 1203 estava en mans del mallorquí Yahya ibn Ghàniya, però la va perdre davant l'almohade Muhàmmad an-Nàssir. Al segle xiii la decadència fou encara més accentuada i Yaqut al-Hamawí diu que la major part de la ciutat estava en ruïnes. Sota els hàfsides, en el regnat d'Abu-Yahya Abu-Bakr (II) (1318-1346) va estar en mans d'un xeic local de nom Muhammad ibn Abdun; els Banu Abdun la van conservar uns anys fins al 1339 quan el xeic fou fet presoner.

### Imperi Otomà iseglexix
El 1573 els turcs otomans hi van establir una guarnició; la barreja de soldats turcs amb dones del país va originar els anomenats kulughlis, que van formar una de les quatre ètnies (àrabs, berbers i negres eren les altres) però van esdevenir hegemònics i van estendre l'hanafisme al lloc del maliquisme que era tradicional. El 1837 Constantina va caure en mans dels francesos i la guarnició turca de Tébessa es va retirar cap a Tunísia, però els francesos no la van ocupar; per cobrir el buit i defensar-se d'atacs dels nòmades de les muntanyes, els notables van cridar als francesos que el 1842 s'hi van establir però fins al 1851 l'ocupació no va tenir caràcter permanent i definitiu. El gener del 1865 el rebel tunisià Ibn Ghidhahum va ser derrotat dins de Tunísia però prop de Tébessa, i es va refugiar a Algèria. El 1869 el comandant superior del cercle de Tébessa va ser responsable d'una matança de 27 algerians però en el judici fou absolt. El 1870, en el plebiscit del 8 de maig, Tébessa va participar en la política de França quan Jules Favre, cridat a defensar el plebiscit, va aprofitar per fer propaganda a la ciutat. En la insurrecció general de 1871, Muhyi al-Din, fill de l'emir Abd al-Kader, va intentar ocupar la ciutat (25 de maig) però va fracassar i el seu pare el va desautoritzar. El 1867 tenia 2.040 habitants (180 francesos, 50 europeus i 60 jueus. El 1881 havia esdevingut una base militar que va ser decisiva en la submissió del sud tunisià.

### Segle XX
Durant la II Guerra Mundial l'aeròdrom de la població fou un lloc de re-avituallament important pels Aliats durant la batalla de Kasserine. El 1957 es va construir el mur electrificat conegut com a "Ligne Morice" destinat a impedir el pas dels guerrillers des de Tunísia, que es va estendre per 200 km de Bône a Tébessa. Després de la independència fou elevada a capital de wilaya. Avui dia una via fèrria elèctrica la uneix a Bône (Annaba) i les mines de ferro de Kouif són les més importants d'Algèria i produeixen el 60% del ferro del país.